# 車星鎬

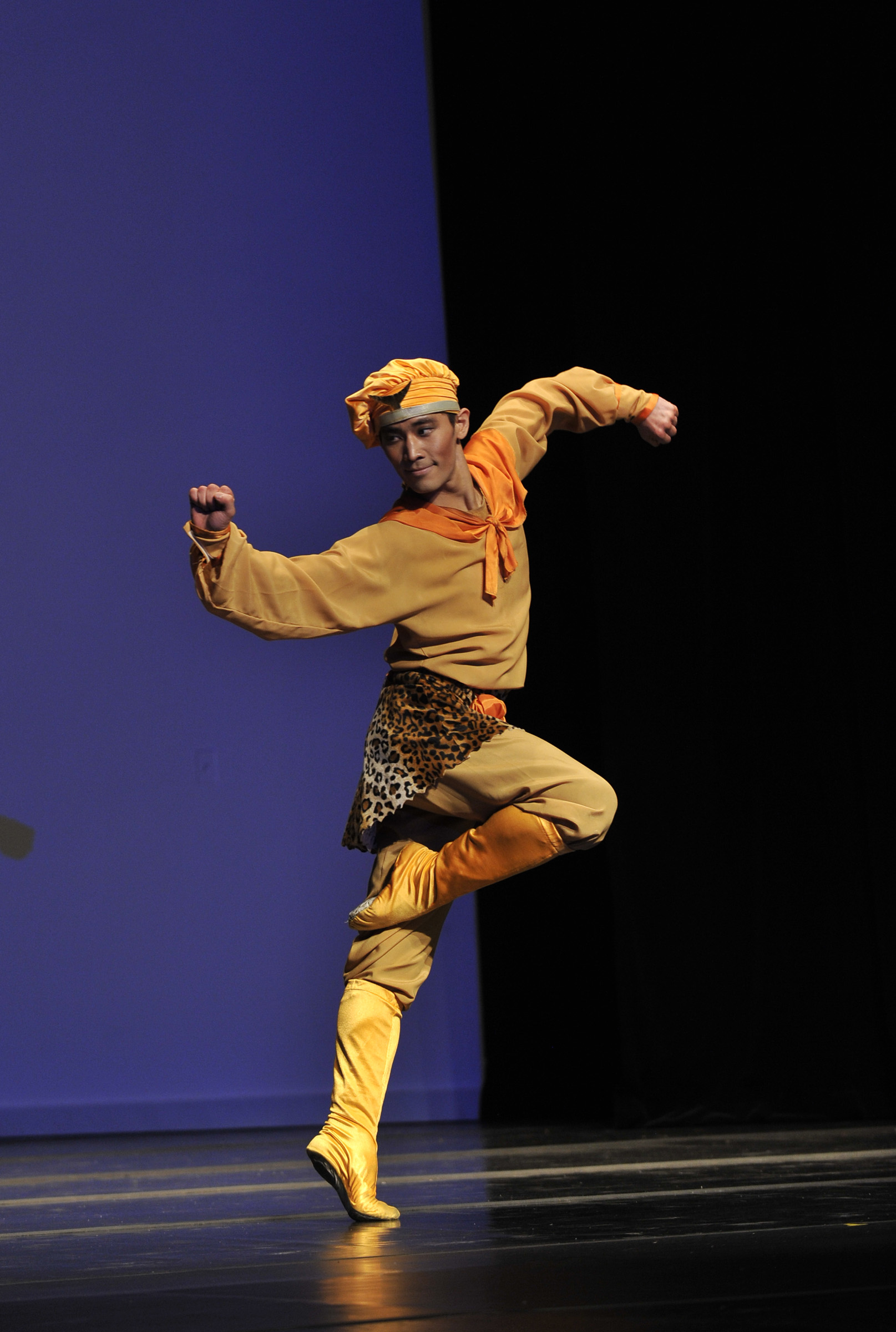
車星鎬 (2009)

車星鎬（：／）是一名韓國芭蕾舞和中國舞舞者。2006年曾代表韓國參加美國國際芭蕾舞大賽。2008年加盟神韻藝術團，由芭蕾舞轉向中國舞。車星鎬還對韓醫學有興趣，希望將東方哲學融入他的舞蹈。